# Gerzat
Ne doit pas être confondu avec Cerzat.
Gerzat est une commune française située dans le département du Puy-de-Dôme, en région Auvergne-Rhône-Alpes. Elle fait partie de l'aire d'attraction de Clermont-Ferrand.
Ses habitants sont appelés les Gerzatois et les Gerzatoises.

## Géographie

### Localisation
La commune de Gerzat est située dans la banlieue nord de Clermont-Ferrand, sur le bord de la plaine de la Limagne, à proximité de la chaîne des Puys et de l'aéroport de Clermont-Ferrand-Auvergne (commune d'Aulnat).
Sept communes sont limitrophes : Aulnat, Clermont-Ferrand, Cébazat, Châteaugay, Saint-Beauzire, Malintrat et Ménétrol.
| Châteaugay       | Ménétrol | Saint-Beauzire |
| Cébazat          | Gerzat   | Malintrat      |
| Clermont-Ferrand |          | Aulnat         |

### Géologie et relief
La superficie de la commune est de 1 628 hectares ; son altitude varie entre 315 et 349 mètres.
Gerzat est proche de la faille de Limagne, qui structure géologiquement toute cette partie de l'Auvergne.

### Hydrographie

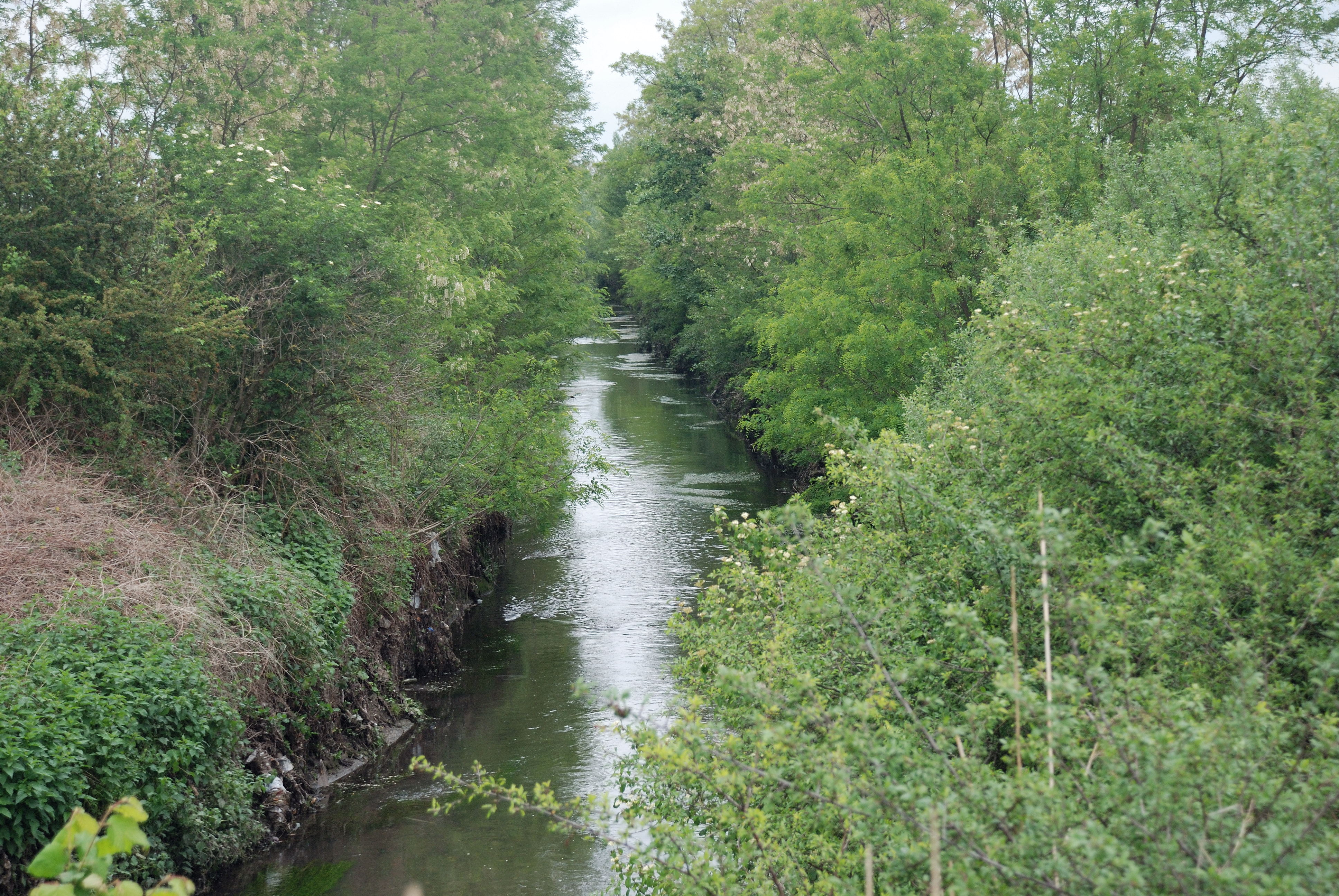
Le Bédat.

La commune est traversée par la rivière Bédat, canalisée dans le sous-sol de la ville. Ce cours d'eau est un affluent de l'Artière qui se jette ensuite dans l'Allier.

### Climat
Pour des articles plus généraux, voir Climat d'Auvergne-Rhône-Alpes et Climat du Puy-de-Dôme.
En 2010, le climat de la commune est de type climat océanique dégradé des plaines du Centre et du Nord, selon une étude du Centre national de la recherche scientifique s'appuyant sur une série de données couvrant la période 1971-2000. En 2020, Météo-France publie une typologie des climats de la France métropolitaine dans laquelle la commune est exposée à un climat de montagne ou de marges de montagne et est dans la région climatique Nord-est du Massif Central, caractérisée par une pluviométrie annuelle de 800 à 1 200 mm, bien répartie dans l'année.
Pour la période 1971-2000, la température annuelle moyenne est de 11 °C, avec une amplitude thermique annuelle de 16,4 °C. Le cumul annuel moyen de précipitations est de 553 mm, avec 7,7 jours de précipitations en janvier et 6,7 jours en juillet. Pour la période 1991-2020, la température moyenne annuelle observée sur la station météorologique de Météo-France la plus proche, « Clermont-Ferrand », sur la commune de Clermont-Ferrand à 7 km à vol d'oiseau, est de 12,1 °C et le cumul annuel moyen de précipitations est de 563,4 mm.

### Milieux naturels et biodiversité
Au nord de la commune, le site du Marais de Lambre, dont la gestion a été confiée à la Ligue pour la protection des oiseaux (LPO) en 1994, est classé espace naturel sensible (ENS) depuis le 27 octobre 2009. On y retrouve cinq grands habitats et 147 espèces répertoriées, dont le Carex à épis d'orge (Carex hordeistichos), espèce rare et protégée.

## Urbanisme

### Typologie
Au 1er janvier 2024, Gerzat est catégorisée centre urbain intermédiaire, selon la nouvelle grille communale de densité à 7 niveaux définie par l'Insee en 2022.
Elle appartient à l'unité urbaine de Clermont-Ferrand, une agglomération intra-départementale regroupant 17 communes, dont elle est une commune de la banlieue. Par ailleurs la commune fait partie de l'aire d'attraction de Clermont-Ferrand, dont elle est une commune de la couronne. Cette aire, qui regroupe 209 communes, est catégorisée dans les aires de 200 000 à moins de 700 000 habitants.

### Occupation des sols

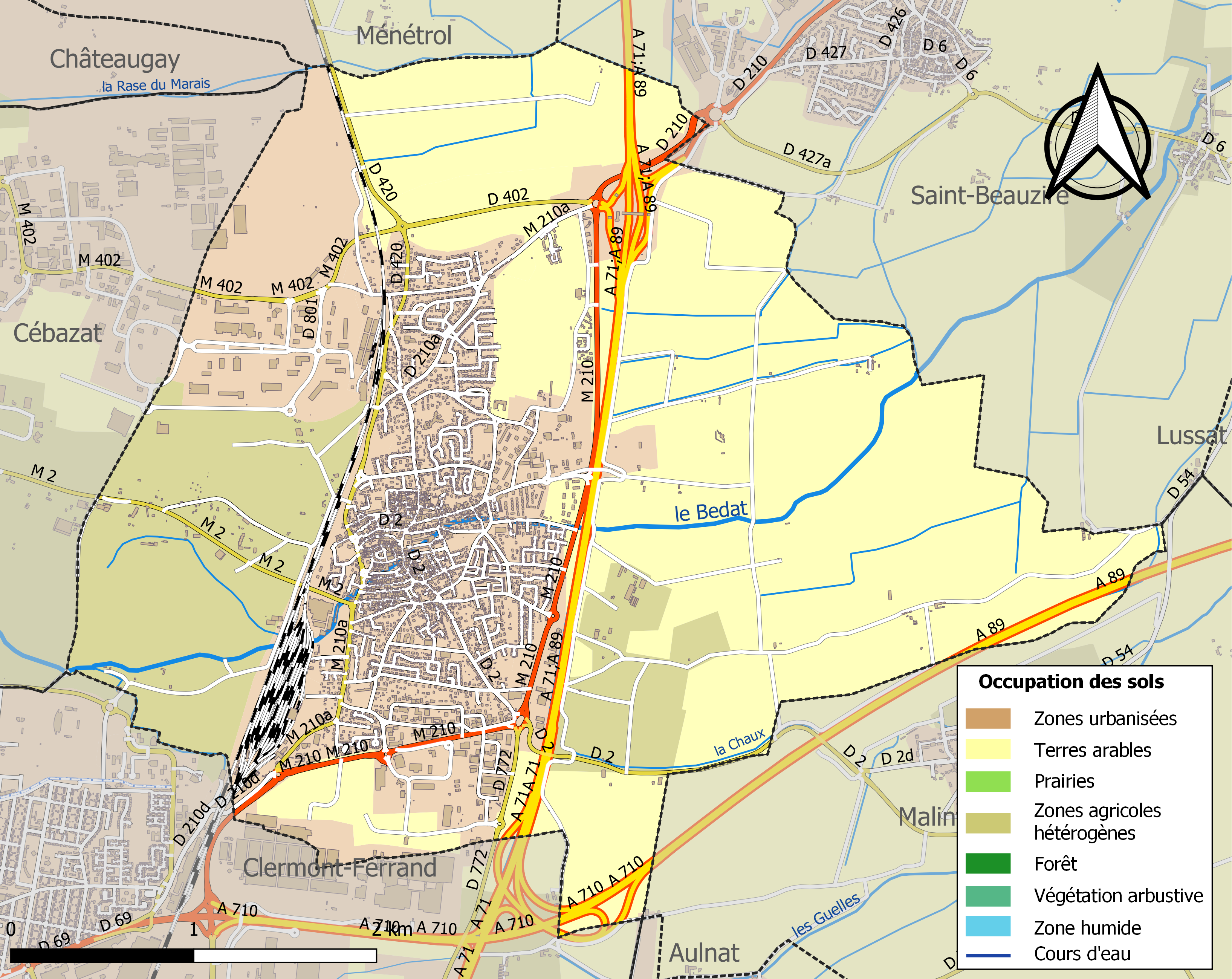
Carte des infrastructures et de l'occupation des sols de la commune en 2018 (CLC).

L'occupation des sols de la commune, telle qu'elle ressort de la base de données européenne d'occupation biophysique des sols Corine Land Cover (CLC), est marquée par l'importance des territoires agricoles (65,3 % en 2018), en diminution par rapport à 1990 (77,3 %). La répartition détaillée en 2018 est la suivante : 
terres arables (46,8 %), zones industrielles ou commerciales et réseaux de communication (19,5 %), zones agricoles hétérogènes (16,2 %), zones urbanisées (15,2 %), cultures permanentes (2,3 %).
L'IGN met par ailleurs à disposition un outil en ligne permettant de comparer l'évolution dans le temps de l'occupation des sols de la commune (ou de territoires à des échelles différentes). Plusieurs époques sont accessibles sous forme de cartes ou photos aériennes : la carte de Cassini (XVIIIe siècle), la carte d'état-major (1820-1866) et la période actuelle (1950 à aujourd'hui).

### Morphologie urbaine
La commune possède plusieurs quartiers distincts :
- Le centre-ville historique, qui s'est développé autour de l'église et de la mairie
- Le quartier du Patural, qui a fait l'objet d'un important projet de rénovation urbaine
- La zone industrielle sud
- Les zones pavillonnaires qui se sont étendues progressivement autour du noyau urbain

La commune a approuvé son plan local d'urbanisme le 12 mai 2017. Depuis février 2025, une enquête publique est en cours concernant le Plan Local d'Urbanisme intercommunal (PLUi) de Clermont Auvergne Métropole.

### Logement
En 2013, la commune comptait 4 736 logements, contre 4 321 en 2008. Parmi ces logements, 92,6 % étaient des résidences principales, 2,7 % des résidences secondaires et 4,7 % des logements vacants. Ces logements étaient pour 63,9 % d'entre eux des maisons individuelles et pour 35,9 % des appartements.
La part de logements HLM loués vides était de 18,1 % (contre 17,6 % en 2008). L'offre en logements sociaux est largement concentrée dans la commune avec Clermont-Ferrand, Cournon-d'Auvergne et Aulnat.

### Voies de communication et transports

#### Voies routières

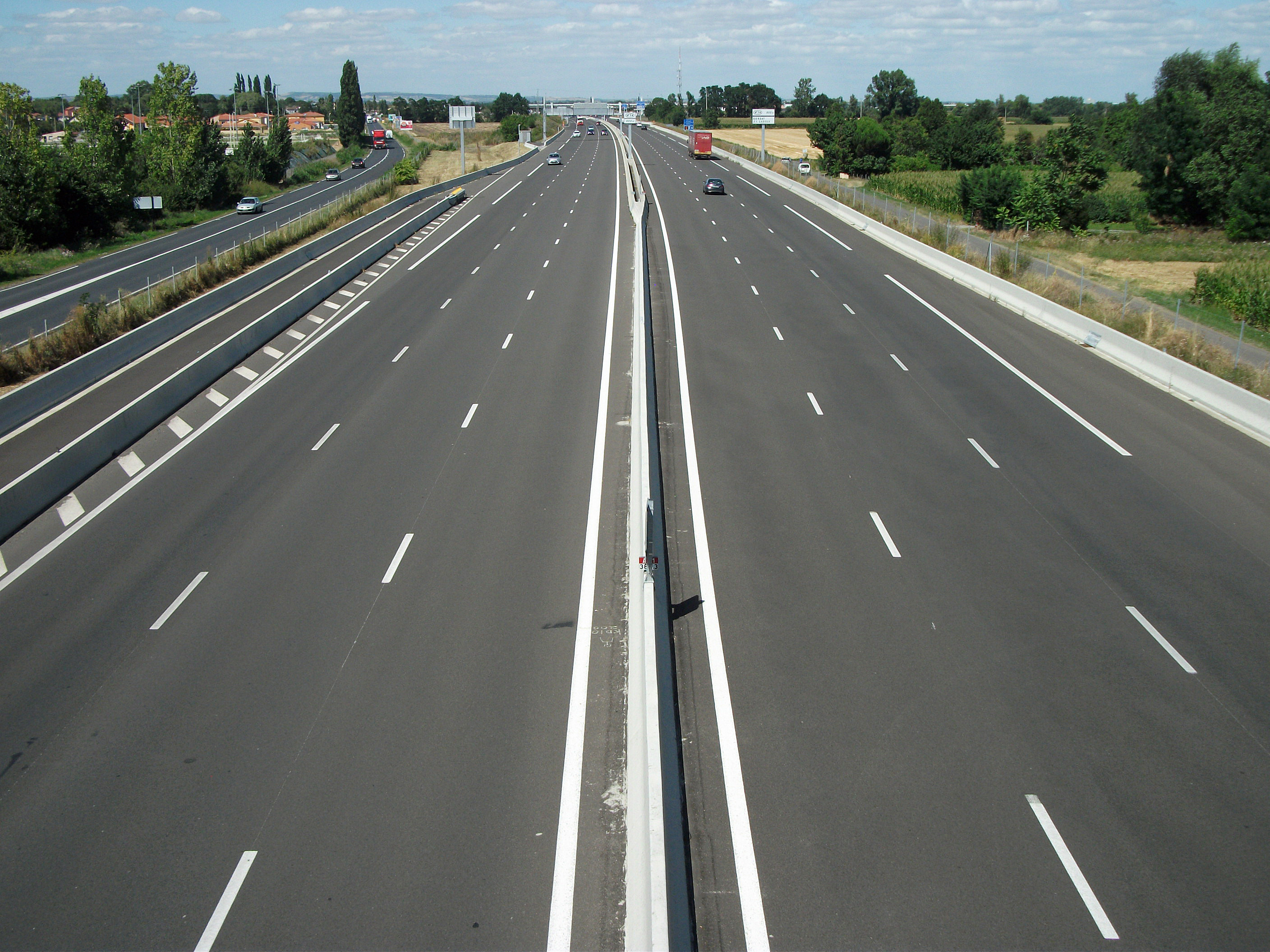
L'autoroute A71-A89 en direction de Paris et de Bordeaux passe à l'est de la commune.

Gerzat est desservie par l'autoroute à deux numéros A71-A89, par l'échangeur 14.
Le territoire communal est traversé par la route métropolitaine (RM) 210 reliant Clermont-Ferrand à Ennezat et à Randan, longeant l'autoroute à deux numéros du rond-point des Charmes au rond-point de Courlande. La RM 210a dessert le centre-ville, nommée route de Clermont, puis route de Vichy en direction de l'autoroute ; la RM 210d dessert le quartier des Vergnes à Clermont-Ferrand.
Du rond-point des Charmes, la RM 2 continue vers l'est en direction de Malintrat et de Pont-du-Château. Ce giratoire est aussi l'origine de la RM 772 filant vers le sud en direction des quartiers Est de Clermont-Ferrand et de la zone industrielle de Cournon-d'Auvergne. La RM 2 pénètre dans le centre-ville et continue vers l'ouest en direction de Cébazat.
Au nord de la commune, la RD 402 assure le raccordement de l'autoroute à la zone industrielle de Ladoux et au parc logistique. Elle croise, peu avant la voie ferrée, la RM 420 (RD 420 vers Ménétrol), axe nord-sud reliant le centre-ville à Ménétrol.
La commune a récemment entrepris des travaux d'aménagement sur la rue des Martyrs, une des entrées principales de Gerzat depuis le sud. Ces travaux, commencés en février 2024, se poursuivent en 2025.

#### Transports en commun
Gerzat est desservie par la ligne 20 du réseau de transports en commun T2C circulant tous les jours. Les arrêts desservis sont : Champfleuri, Limagne, Bourly, Pascal, Rochefort, Patural, Les Pègues, Martyrs (desserte du centre-ville), Jaloustre (centre-ville), Jules Ferry, Chabesses, Gambetta et Rhonez. Toutes les courses de la ligne 20 assurent la correspondance avec le tramway (ligne A) au musée d'Art Roger-Quilliot. Certaines courses sont prolongées jusqu'à Aulnat.
La commune est également desservie par la ligne P70 (Clermont-Ferrand – Gerzat – Ennezat – Thuret) du réseau Cars Région Puy-de-Dôme.

#### Transports ferroviaires
Une gare ferroviaire est implantée sur la ligne de Saint-Germain-des-Fossés à Nîmes-Courbessac. Elle est desservie par les TER Auvergne-Rhône-Alpes reliant Clermont-Ferrand (voire Vic-le-Comte ou au-delà) et Riom - Châtel-Guyon, Gannat (voire Montluçon) ou plus rarement Vichy.
Le triage des Gravanches est localisé au sud.

#### Transports aériens
L'aéroport de Clermont-Ferrand-Auvergne est situé sur la commune d'Aulnat, à proximité immédiate de Gerzat. Il assure des vols quotidiens vers le reste de la France (Paris, Lyon, la Corse) et l'étranger.

### Risques naturels et technologiques
La commune est soumise à plusieurs risques naturels et technologiques : inondation, mouvements de terrain, séisme, risque industriel et transports de matières dangereuses. Elle a élaboré un DICRIM.
Gerzat est particulièrement concernée par le risque industriel lié à l'usine Bolloré Énergie, située à la limite avec Clermont-Ferrand, classée SEVESO seuil bas et disposant d'un plan particulier d'intervention.
Elle est également concernée par le risque transports de matières dangereuses. L'autoroute, la voie ferrée et une canalisation de gaz naturel passent dans la commune.

## Toponymie
Gerzat provient du mot iacum, désignant « un lieu d'habitation », s'accompagnant d'un terme celtique correspondant aux terres émergées, « surgies de l'ancien lac de la Limagne », appelées hert, ert ou erz.
En dérive le nom Gersat en langue occitane et Gersac en ancien occitan au cours du Moyen Âge.

## Histoire

### Préhistoire et Antiquité
La culture cardiale (Néolithique ancien), typique du midi de la France mais présente aussi en Auvergne et dans la région lyonnaise, est attestée sur le site du Parc logistique de Gerzat, témoignant d'une occupation humaine très ancienne du territoire.
Gerzat était une agglomération celtique implantée autour du Bédat. Les Celtes s'établirent sur les berges de l'ancien lac qui occupait alors la plaine de la Limagne.

### Moyen Âge et Époque moderne

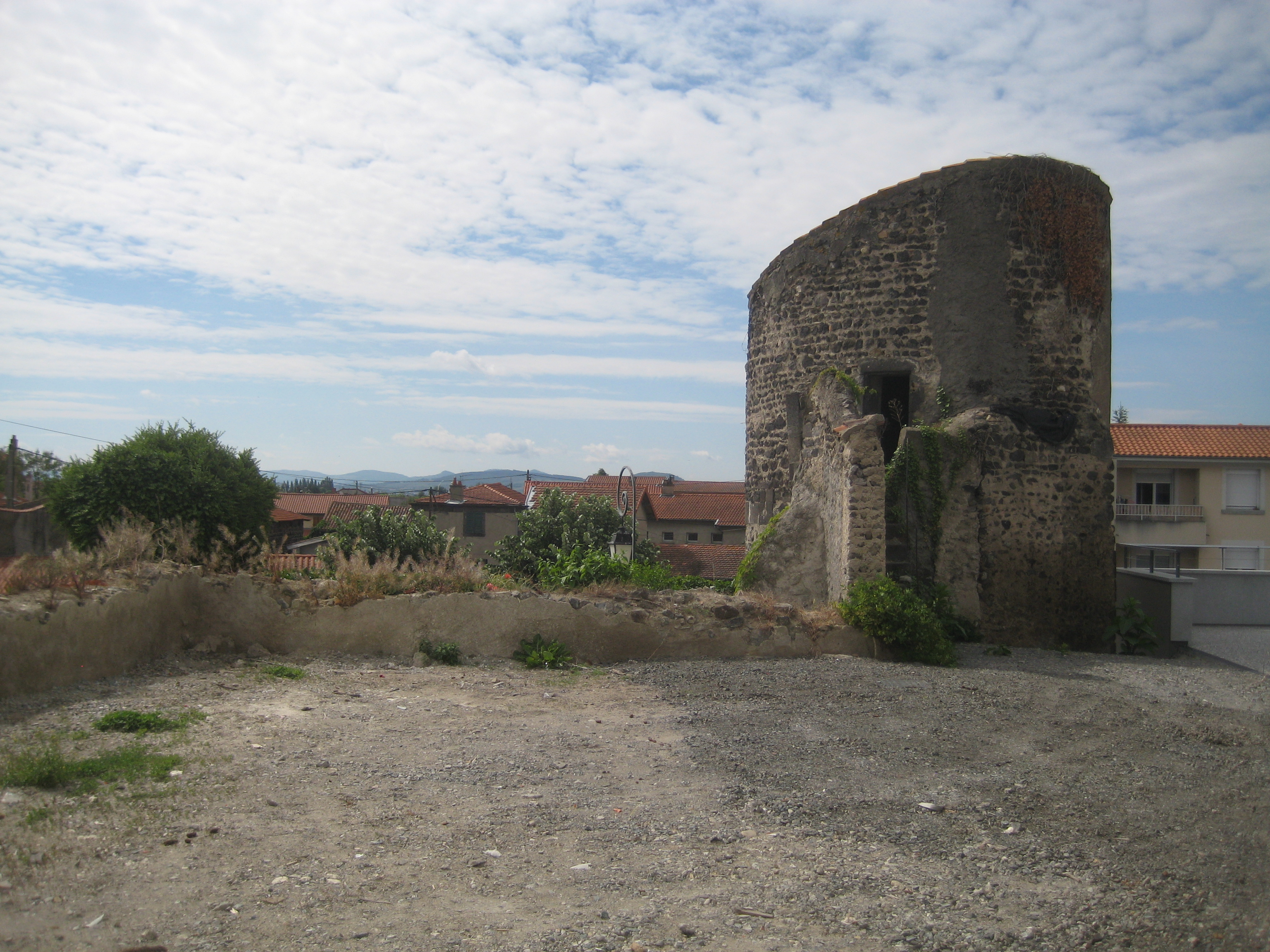
La tour Sapis, une des tours de l'ancienne fortification de Gerzat.

Durant le Moyen Âge, Gerzat se développa comme ville fortifiée. Ses murailles, aujourd'hui en grande partie disparues, protégeaient la cité et ses habitants. La tour de l'Horloge, édifiée en 1613, est l'un des vestiges les mieux conservés de cette période. Elle abritait la porte de la Barrière et se composait de trois niveaux : salle des gardes, dépôt de munitions, ainsi qu'une cloche.

### Époque contemporaine
La ville s'est développée progressivement au cours des XIXe et XXe siècles, bénéficiant de sa proximité avec Clermont-Ferrand. L'industrialisation et l'expansion urbaine ont transformé ce qui était autrefois un village rural en une ville faisant partie intégrante de l'agglomération clermontoise.

### Rafle de Gerzat (21 juin 1944)
Le 21 juin 1944, une unité de la Luftwaffe allemande dirigée par la Gestapo de Clermont-Ferrand et des collaborateurs français ont mené la Rafle de Gerzat (21 juin 1944). Vingt-huit hommes et trois femmes, résistants des F.T.P., ont été arrêtés. Les hommes ont été déportés au Camp de concentration de Neuengamme, les femmes au camp de concentration de Ravensbrück. Seuls quatre hommes sont revenus à la fin de la guerre. De nombreuses rues de la ville portent le nom des victimes.
Gerzat a reçu en 1948 la Croix de guerre avec étoile de bronze pour cet événement tragique.

## Politique et administration

### Découpage territorial
Gerzat dépendait du district de Clermont-Ferrand en 1793 puis de l'arrondissement de Clermont-Ferrand depuis 1801. Chef-lieu de canton de 1793 à 1801, elle fut rattachée au canton de Clermont-Ferrand-Est jusqu'en 1982. Un décret de 1982 scinde ledit canton en quatre, dont celui de Gerzat qui redevient chef-lieu de canton, et qui se compose de six communes.
Ce découpage cantonal perdure jusqu'aux élections départementales de 2015. Un décret de 2014 redéfinit les limites du canton de Gerzat ; Gerzat devient bureau centralisateur d'un canton de quatre communes.
La commune est membre de Clermont Auvergne Métropole depuis sa création le 1er janvier 2018, qui a succédé à la communauté urbaine et auparavant à la communauté d'agglomération de Clermont-Ferrand.

### Liste des maires
| Période                                  | Période                    | Identité        | Étiquette   | Qualité                    |
| ---------------------------------------- | -------------------------- | --------------- | ----------- | -------------------------- |
| Les données manquantes sont à compléter. |                            |                 |             |                            |
| décembre 1981                            | mars 2001                  | Jacques Decorps | PS          | Cadre administratif        |
| mars 2001                                | mars 2008                  | Serge Rossignol | PS puis DVG | Instituteur                |
| mars 2008                                | mars 2014                  | Georges Dassaud | PS          | Professeur                 |
| mars 2014                                | mai 2020                   | Jean Albisetti  | UMP-LR      | Chef d'entreprise retraité |
| mai 2020                                 | En cours (au 8 avril 2025) | Serge Pichot    | DVC         |                            |

Le conseil municipal, réuni en mai 2020 pour élire le nouveau maire (Serge Pichot), a désigné neuf adjoints.

### Jumelages
Au 26 septembre 2013, Gerzat est jumelée avec Taíde (petite ville du nord du Portugal, située dans le district de Braga, à quelques kilomètres de Póvoa de Lanhoso), depuis 2004.

## Population et société

### Démographie
Les habitants de la commune sont appelés les Gerzatois et les Gerzatoises.
L'évolution du nombre d'habitants est connue à travers les recensements de la population effectués dans la commune depuis 1793. Pour les communes de plus de 10 000 habitants, les recensements ont lieu chaque année à la suite d'une enquête par sondage auprès d'un échantillon d'adresses représentant 8 % de leurs logements, contrairement aux autres communes qui ont un recensement réel tous les cinq ans.
En 2022, la commune comptait 10 268 habitants, en évolution de −2,53 % par rapport à 2016 (Puy-de-Dôme : +2,1 %, France hors Mayotte : +2,11 %).
Environ 30 % de la population de Gerzat a des origines portugaises, ce qui explique le jumelage avec la ville de Taíde au Portugal.

#### Pyramide des âges
En 2018, le taux de personnes d'un âge inférieur à 30 ans s'élève à 36,0 %, soit au-dessus de la moyenne départementale (34,2 %). À l'inverse, le taux de personnes d'âge supérieur à 60 ans est de 26,0 % la même année, alors qu'il est de 27,9 % au niveau départemental.
En 2018, la commune comptait 4 976 hommes pour 5 339 femmes, soit un taux de 51,76 % de femmes, légèrement supérieur au taux départemental (51,59 %).

### Enseignement
Gerzat dépend de l'académie de Clermont-Ferrand.
La commune administre trois groupes scolaires (écoles maternelles et écoles élémentaires) : Jules-Ferry, Jean-Jaurès et Simone-Godard.
Les élèves poursuivent leur scolarité au collège Anatole-France, situé dans la commune et géré par le conseil départemental du Puy-de-Dôme. Les lycéens se rendent à Clermont-Ferrand, au lycée Ambroise-Brugière pour les filières générales et technologiques, dont STMG, et aux lycées Lafayette ou Roger-Claustres pour la filière STI2D.

### Manifestations culturelles et festivités
La ville de Gerzat propose un calendrier riche en événements culturels tout au long de l'année :
- Une saison culturelle municipale (voir le lien vers le site Internet dans le paragraphe Liens externes en bas de page)
- Les Musicales (anciennement Festival international de chant choral) (mai - Ascension)
- Notre-Dame-du-Vignal (procession en septembre)
- Foire à la pansette (deuxième week-end d'octobre) par le Comité des Fêtes gerzatois avec la Confrérie des paladins de la pansette
- Marché de Noël par le Comité des Fêtes gerzatois

En mars 2025, un projet de documentaire collaboratif impliquant les habitants a été lancé, avec une première réunion de présentation le 20 mars 2025 au Théâtre Cornillon. Le tournage prévu pour le 10 mai 2025 inclura la participation du comédien Alain Chapuis, connu pour son rôle dans la série Kaamelott.

### Sports
La commune possède plusieurs installations sportives :
- le complexe sportif Georges-Fustier, s'étendant sur neuf hectares et comprenant notamment un parcours de santé, un plateau multisports, des terrains engazonnés et un gymnase. Il permet la pratique de sports collectifs (football, rugby, basket-ball) ainsi que la pétanque, la boule lyonnaise ou le bicross ;
- le stade de la Luminerie, destiné à la pratique du football ;
- quatre gymnases :
  - René-Couchard, 930 m2, destiné à la pratique de la gymnastique,
  - Joseph-Cronier, 1 000 m2, destiné à la pratique du tennis de table, du baseball ou du trampoline,
  - Christian-Fournier, 1 000 m2, pour le volley-ball, le basket-ball ou encore l'aéromodélisme ; cette salle sert aussi aux élèves de l'école Jean-Jaurès ou du collège Anatole-France ;
  - Georges Fustier, 1 000 m2, pour le volley-ball, le basket-ball, le tennis...
- une salle de danse au centre Alphonse-Daudet ;
- une salle au domaine des Charmes, destinée à la pratique du kick-boxing, du muay-thaï ou du yoga ;
- une salle de musculation.

On trouve également un dojo dans le complexe sportif Marcel-Paul, une piste d'aéromodélisme ou un skate-park.
Gerzat possède 27 sections sportives :
- Football : US Gerzat Football (avec section féminine), Cheminots Gerzat Football
- Rugby : C.A.S.G. Rugby XV
- Basket-ball : Gerzat Basket
- Tennis : ALG Tennis Club Gerzat, ALG Tennis de table
- Base-ball : Base Ball et Softball de Gerzat
- Volley-ball : Cheminots Gerzat Volley-ball
- Squash : Cheminots Gerzat Squash
- Boxe : Club Gerzat Boxing
- Danse : ALG Danse, Danse Twirl
- Gymnastique : Gerzat Gym
- Vélo : Vélo Sport Gerzatois
- Pétanque : Amicale Boules Gerzatoise, Pétanque Gerzatoise
- Autres : ALG Gymnastique, ALG Randonnées, ALG USEP, Budo Club Gerzatois, Gerzat Aéromodelisme Passion, Gerzat Arverne BMX, Lutte Gerzatoise, Sun Club Gerzat.

#### Gerzat Basket
Gerzat Basket est un club emblématique de la commune dont l'équipe première masculine (SENIOR M1) évolue en Pré Nationale Masculine dans la ligue Auvergne-Rhône-Alpes. L'équipe féminine senior (SENIOR F1) évolue quant à elle en Pré Régionale Féminine dans la ligue du Puy-de-Dôme.
Le club est particulièrement dynamique avec 13 équipes couvrant toutes les catégories d'âge, des U9 mixte aux seniors, tant chez les hommes que chez les femmes. Les équipes s'entraînent principalement au gymnase Georges Fustier et au gymnase Christian Fournier.
Labellisé "5x5 Mini Basket", "5x5 Compétition" et "3x3 Compétition" par la Fédération Française de Basketball, le club est présidé par Marie Grangis.

#### AL Gerzat Tennis Club
L'AL Gerzat Tennis Club, sous la responsabilité de Dejan Djurov, propose la pratique et l'initiation au tennis en loisir comme en compétition. Le club accueille les joueurs à partir de 3 ans avec des programmes adaptés comme le baby tennis, ainsi qu'une école de tennis pour jeunes et adultes. Les cours sont dispensés par un moniteur titulaire d'un Brevet d'État.
Les infrastructures du club comprennent quatre courts au total : deux courts extérieurs (dont un éclairé) et deux courts couverts. Le Club House est situé face à l'Office Municipal des Sports, au sein du Complexe sportif Georges Fustier (Espace Marcel Collange).

### Cultes
Le culte catholique est pratiqué à l'église Saint-Bonnet. Les messes y sont célébrées tous les samedis soir et un mercredi matin sur deux en alternance avec Aulnat. Cette église dépend de la paroisse Saint-Jean du Patural.
Chaque premier dimanche de septembre a lieu le traditionnel pèlerinage au sanctuaire de Notre-Dame du Vignal, qui s'accompagne d'une messe et d'une bénédiction. La réputation de ce pèlerinage dépasse les frontières du diocèse.

## Économie

### Zones d'activité
Gerzat est une ville à la fois résidentielle et économiquement active. Il existe trois zones d'activité sur le territoire communal :
- Une zone industrielle (Gerzat Sud)
- Une zone artisanale (Les Pradeaux)
- Une zone commerciale (Fontchenille)

Ces zones d'activités bénéficient d'un accès aisé aux autoroutes et aux autres communes de la structure intercommunale.
Le parc logistique Clermont Auvergne est implanté à la frontière communale avec Cébazat.

### Emploi
En 2013, la population âgée de quinze à soixante-quatre ans s'élevait à 6 664 personnes, parmi lesquelles on comptait 74 % d'actifs dont 65,9 % ayant un emploi et 8 % de chômeurs.
On comptait 4 775 emplois dans la zone d'emploi. Le nombre d'actifs ayant un emploi résidant dans la zone étant de 4 423, l'indicateur de concentration d'emploi est de 108 %, ce qui signifie que la commune offre plus d'un emploi par habitant actif.
La majorité des emplois sont des emplois ouvriers (37,9 %), un taux supérieur aux moyennes départementale (22,8 %) et nationale (20,8 %). Les autres catégories professionnelles représentées sont les employés (21,2 %), les professions intermédiaires (23,5 %), les cadres et professions intellectuelles supérieures (11,8 %), les artisans, commerçants et chefs d'entreprise (5 %), et les agriculteurs exploitants (0,6 %).

### Commerce
La base permanente des équipements de 2015 recensait trente-six commerces à Gerzat, incluant trois supermarchés, deux grandes surfaces de bricolage, trois épiceries, sept boulangeries, deux boucheries-charcuteries, trois librairies-papeteries ou vendeurs de journaux, deux magasins de vêtements, deux magasins d'équipements du foyer, un magasin de meubles, une droguerie-quincaillerie-bricolage, cinq fleuristes, deux magasins d'optique et trois stations-service.

### Agriculture
Au recensement agricole de 2010, Gerzat comptait vingt-quatre exploitations agricoles. Ce nombre est en diminution par rapport à 2000 (25) et à 1988 (57). La surface agricole utile, de 1 030 hectares, est en revanche en augmentation par rapport aux deux autres recensements.

### Développement économique
Depuis 2024, Gerzat et une partie du quartier des Vergnes à Clermont-Ferrand ont reçu l'habilitation "Territoire Zéro Chômeur Longue Durée" (TZCLD), un dispositif visant à favoriser l'emploi local et à lutter contre le chômage de longue durée.

## Culture et patrimoine

### Lieux et monuments

#### Monuments inscrits ou classés

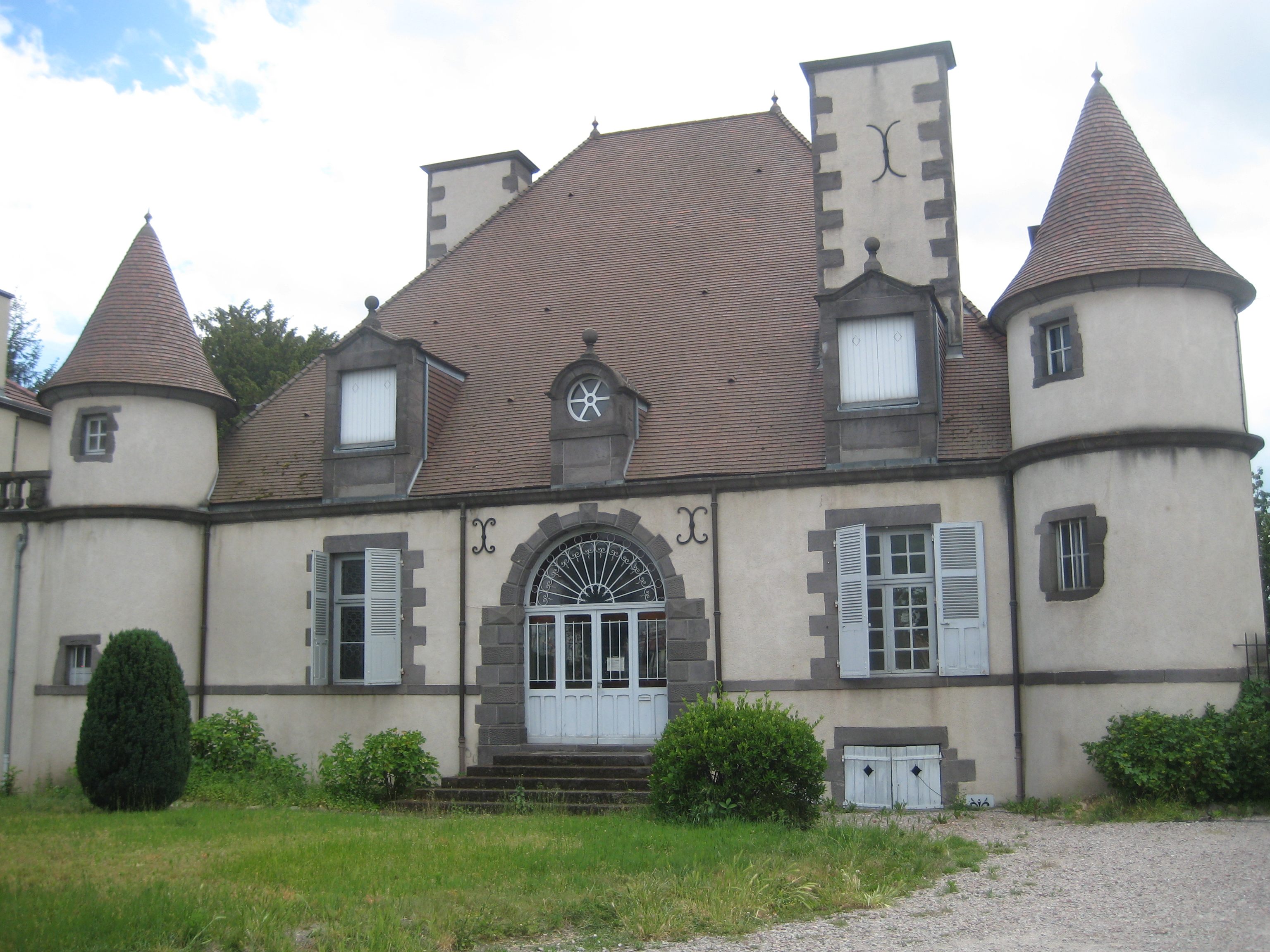
Château de Sampigny.

Gerzat compte trois monuments et quatre objets répertoriés à l'inventaire des monuments historiques.
Le château de Sampigny, aussi appelé château du Pibout, des XVIIe et XVIIIe siècles, a été édifié par Pierre de Vernaison en 1688. Il est inscrit aux monuments historiques par arrêté du 24 février 1976.
La croix du Vignal, datée du XVIe siècle, est classée par arrêté du 14 octobre 1908.
Enfin, une borne armoriée, qui était située à la frontière communale avec Saint-Beauzire, est inscrite aux MH par arrêté du 7 août 1963.

#### Patrimoine religieux

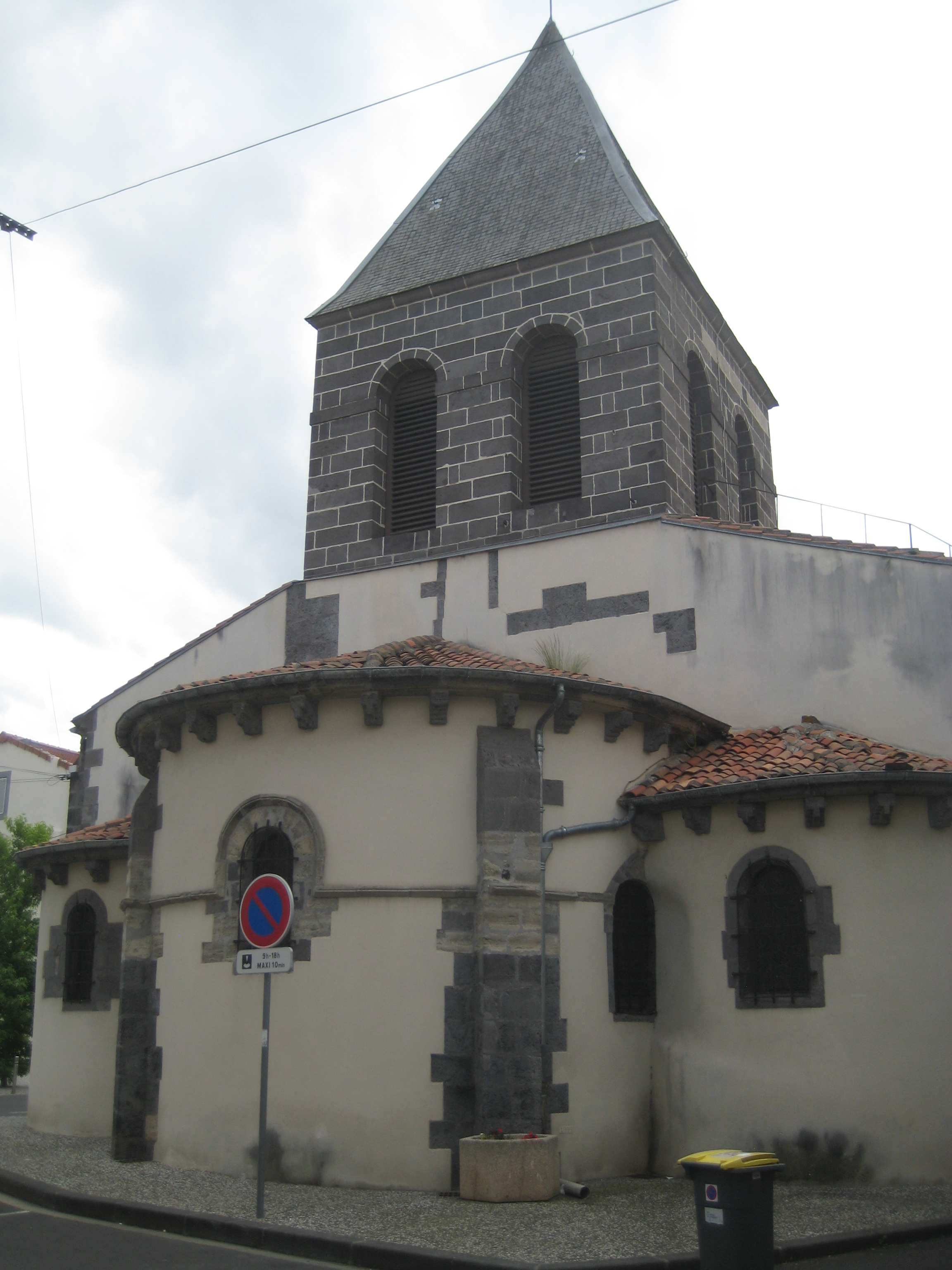
Église Saint-Bonnet.

La première église de Gerzat, dédiée à saint Bonnet, évêque de Clermont, est construite vers 800. Elle est située au cœur du village, probablement sur l'emplacement d'un édifice gallo-romain.
L'édifice actuel est une construction romane réalisée selon un plan allongé et terminé par une abside et deux chapelles orientées, toutes trois semi-circulaires. Le chœur, également de style roman, est la partie la plus ancienne. Vers 1830 l'église est agrandie pour faire face à l'augmentation du nombre de paroissiens. L'actuelle chapelle de Notre-Dame est ajoutée pour abriter le catéchisme, tandis que la chapelle Notre-Dame de Pitié devient la chapelle du Sacré-Cœur.
Deux sculptures représentant la Vierge de Pitié sont classées monument historique au titre objet :
- celle en pierre peinte en blanc, datée de la fin du XVe siècle ou début du XVIe siècle, classée depuis le 21 décembre 1978,
- celle en bois polychrome et plâtre, située dans l'église paroissiale, datée du XVIIIe siècle, classée depuis le 20 mai 1958.

#### Autres édifices
La tour de l'Horloge, édifiée en 1613, « abrite la porte de la Barrière ». Elle se compose de trois niveaux : salle des gardes, dépôt de munitions, ainsi qu'une cloche. Cette cloche, en bronze, est classée monument historique au titre objet le 30 novembre 1984.
La croix de chemin, en lave de Volvic, datée du XVIe siècle, est classée au titre objet le 14 octobre 1908.

### Équipements culturels
- Théâtre municipal Cornillon
- Salle Le Galion

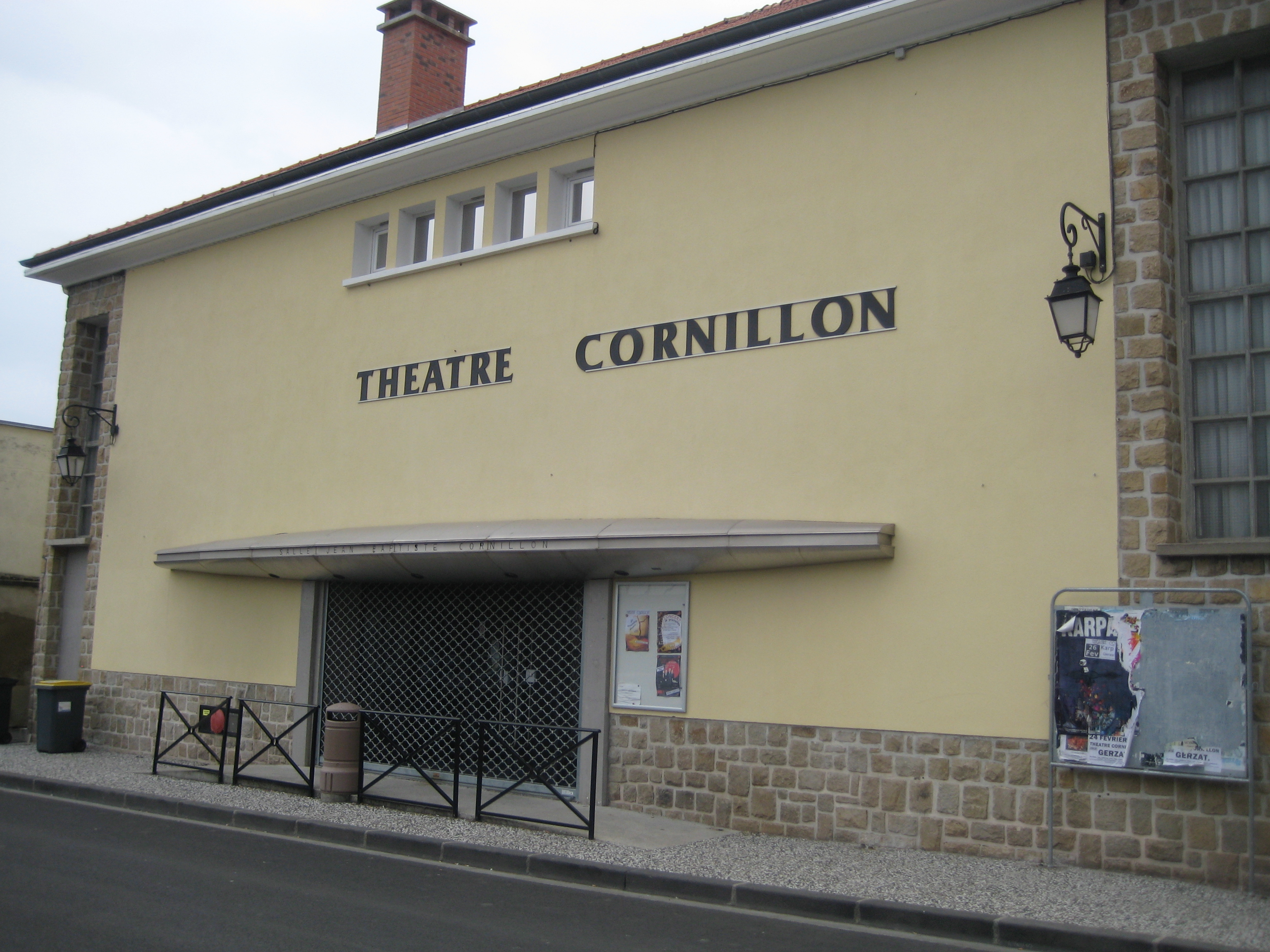
Théâtre Cornillon.

- La Vague, située place Marcel-Collange, est un équipement consacré aux musiques actuelles. Inauguré en février 2015, il accueille également la radio locale Radio Arverne.
- Bibliothèque communautaire Alphonse-Daudet, gérée par la métropole

### Gastronomie
- Pansette de Gerzat : préparation à base de pansettes d'agneau, spécialité culinaire locale qui fait l'objet d'une foire annuelle et est défendue par la Confrérie des paladins de la pansette.

### Héraldique
| Blason de Gerzat | Blason  | D'azur à la croix de gueules vidée de sable, bordée d'or et cantonnée de quatre fleurs de lys du même, à la tour de sable brochant. |
| Blason de Gerzat | Détails | Le statut officiel du blason reste à déterminer.                                                                                    |